# Нагатінський метроміст
55°41′11″ пн. ш. 37°39′55″ сх. д. / 55.686388888889° пн. ш. 37.665277777778° сх. д.
Нагатінський метроміст (рос. Нагатинский метромост) — суміщений міст, по якому проходить перегін Замоскворіцької лінії Московського метрополітену та автомобільне полотно проспекту Андропова. Найдовший з московських метромостів.
Міст побудований в 1969 за проектом інженера О. Б. Друганової та архітектора К. Н. Яковлєва.

## Технічна характеристика
- довжина моста — 233 метра
- довжина річкового прольоту моста — 114 метрів
- конструкція моста — одноярусна поєднана — потяги метро й автомобілі рухаються в одному рівні
- Кількість смуг для автотранспорту — по 3 в кожну сторону
- ширина проїзду для міського транспорту — 34,2 м.
- Пролітну будівлю виконано у вигляді нерозрізної залізобетонної збірної балки, що складається з блоків, з'єднання яких виконано епоксидним клеєм. Підходи до мосту оформлені в залізобетонних естакадах, в яких влаштовані гаражі.

## Ресурси Інтернету
- Нагатінський метроміст на сайті «INET» (рос.)